# Verkehrsnummer
Die Verkehrsnummer (VN) ist eine fünfstellige Nummer zur eindeutigen Identifikation von Geschäftspartnern im Buchhandel- und Verlagswesen.
Mit dem Ziel der rationelleren Abwicklung zwischen Verlag und Buchhandel wurde das Verkehrsnummernsystem 1963 eingeführt. 
Mit der Aufnahme in den Börsenverein des Deutschen Buchhandels wird vom Mitgliederservice eine Verkehrsnummer zugeteilt.
Es gibt Nummernbereiche für Lieferanten (Kreditoren) und Kunden (Debitoren). Kreditorische Verkehrsnummern (im Bereich von 10.000 bis 17.499) erhalten Lieferanten, also Verlage, Barsortimente und andere Zwischenbuchhändler. Debitorische Verkehrsnummern (im Bereich von 20.000 bis 59.999) erhalten Unternehmen, die vorwiegend als Abnehmer auftreten, meist also Buchhandlungen. Unternehmen, die sowohl als Lieferant als auch als Abnehmer auftreten (z. B. Verlagsbuchhandlungen), erhalten je eine Nummer aus beiden Nummernkreisen.
Durch die eindeutige Identifizierung eines Unternehmens vereinfachen die Verkehrsnummern Geschäftsbeziehungen innerhalb des Buchhandels. Sie wird im buchhändlerischen Verkehr (Bestellungen, Lieferungen, Rechnungen, Mahnungen) verwendet und ist Voraussetzung für das Clearing über die BAG.